# Liste des œuvres publiques du 4e arrondissement de Paris

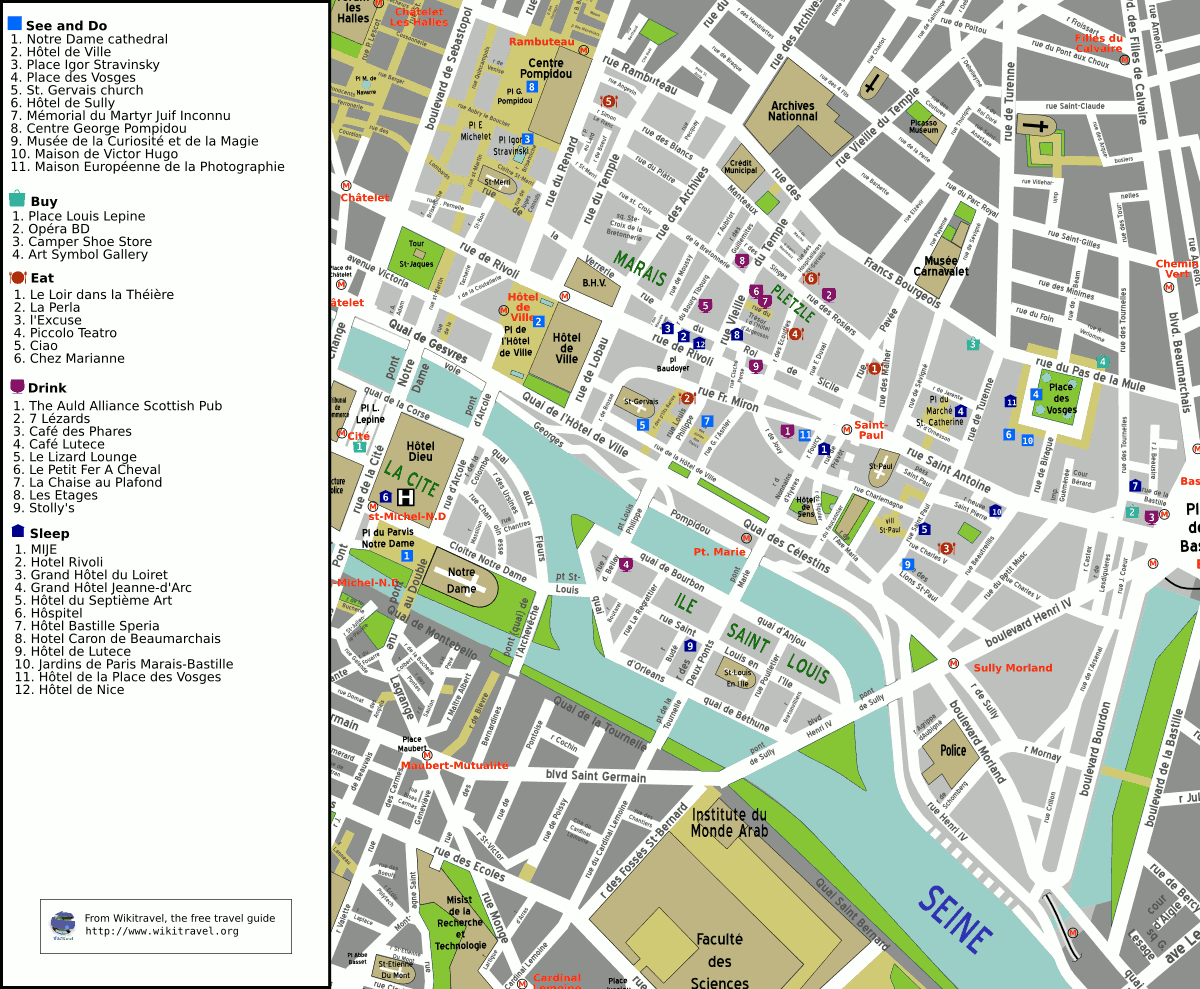
Plan du 4e arrondissement de Paris.

Cet article tente de recenser les principales œuvres d'art public du 4e arrondissement de Paris, en France.

## Liste

### Statues équestres
- Charlemagne et ses Leudes, Charles Rochet et Louis Rochet (1882, parvis de Notre-Dame)[1] ;
- Statue équestre d'Étienne Marcel, Jean-Antoine-Marie Idrac (1880-1882, hôtel de ville de Paris)[1] ;
- Statue équestre de Louis XIII, Charles Dupaty et Jean-Pierre Cortot (1825, place des Vosges) ;

### Sculptures diverses
- La Chanson, Jules Dalou (1894, salle à manger de l'hôtel de ville de Paris) ;
- Le Génie de la Liberté, Auguste Dumont (1836, place de la Bastille) ;
- L'Homme aux semelles devant, Jean-Robert Ipoustéguy (1985, boulevard Henri-IV) ;
- Horizontal, Alexander Calder (1974, devant le centre Pompidou depuis 2011)
- Monument à Barye, Laurent Marqueste (1894, square Barye) ;
- Nozitagne Lemsebale F580 368, Brigitte Nahon (1991, Crédit municipal de Paris)[2]
- Statue de Beaumarchais (rue Saint-Antoine) ;
- Statue du pape Jean-Paul II du sculpteur Zourab Tsereteli (square Jean-XXIII, île de la Cité ; inaugurée en 2014).

### Stations de métro
- Hôtel de Ville : Fresque en céramique, Hervé Mathieu-Bachelot ;

### Œuvres diverses
- Éclats verts, jaunes, rouges, Véronique Joumard (jardin de la Bibliothèque historique de la ville de Paris, installation lumineuse)[3] ;
- Paris, 2012, Georges Rousse (écluse de l'Arsenal, 2012)[4] ;
- Passage amplifié, Miriam Bäckström et Carsten Höller (allée des Justes, œuvre sonore)[5] ;
- Saint Georges terrassant le dragon, Apel·les Fenosa (1977, entrée du centre d'études catalanes, 9 rue Sainte-Croix-de-la-Bretonnerie, relief) ;

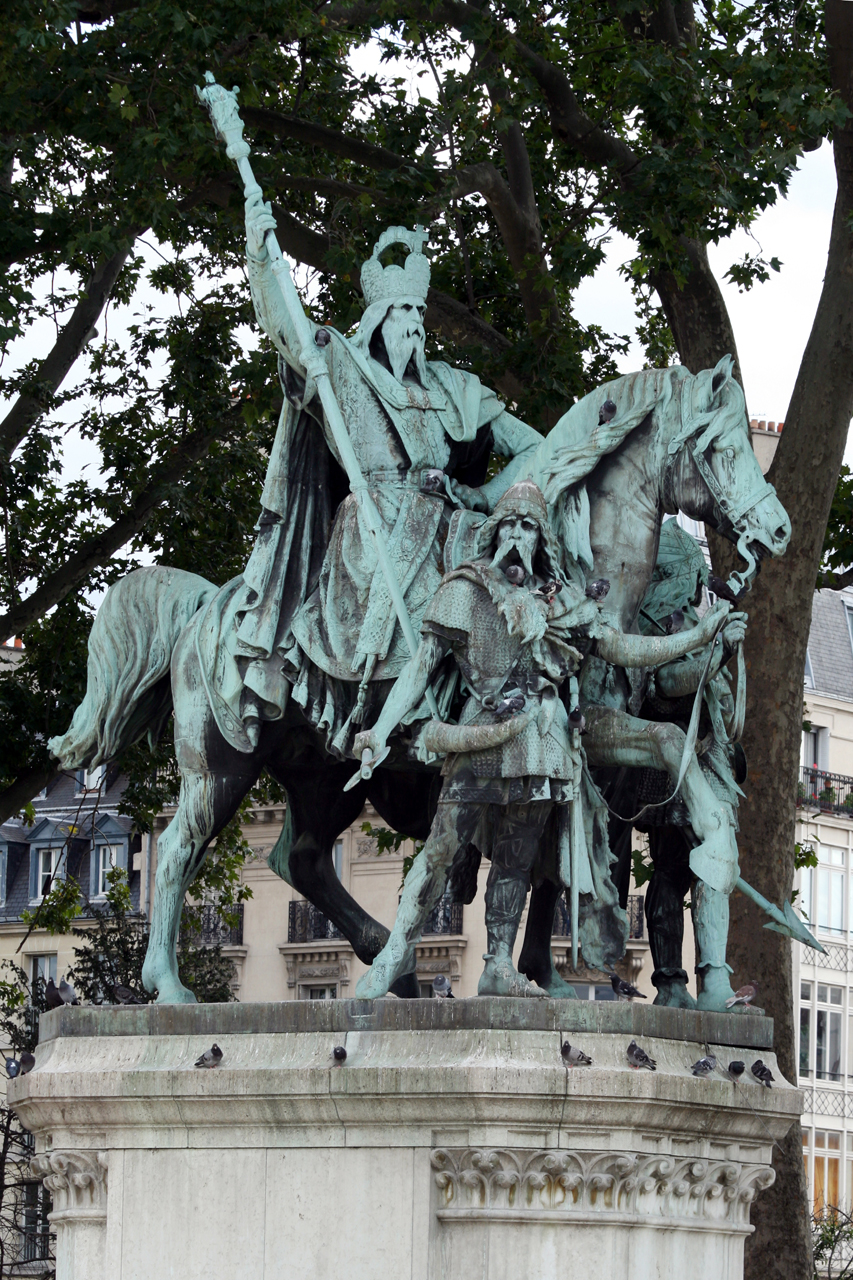
Charlemagne et ses Leudes
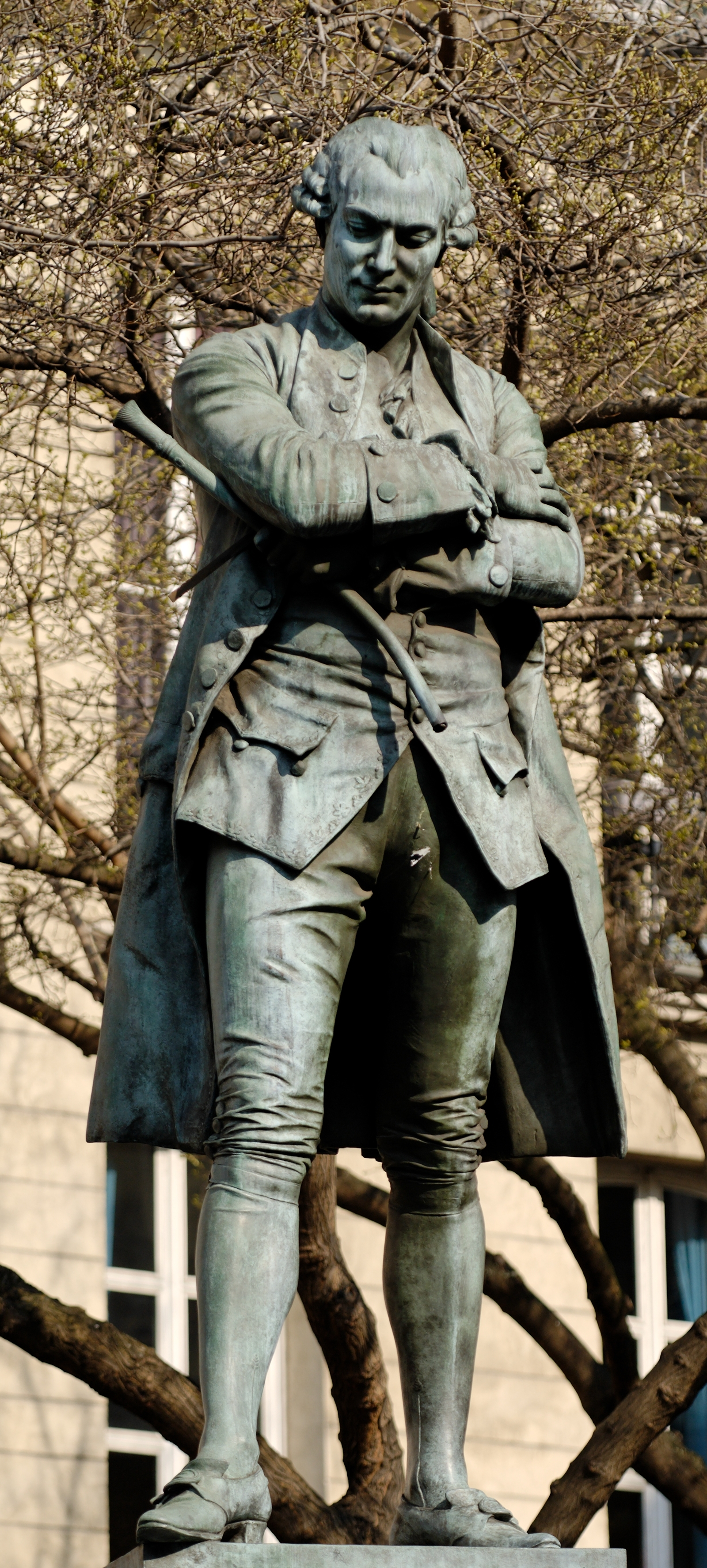
Statue de Beaumarchais
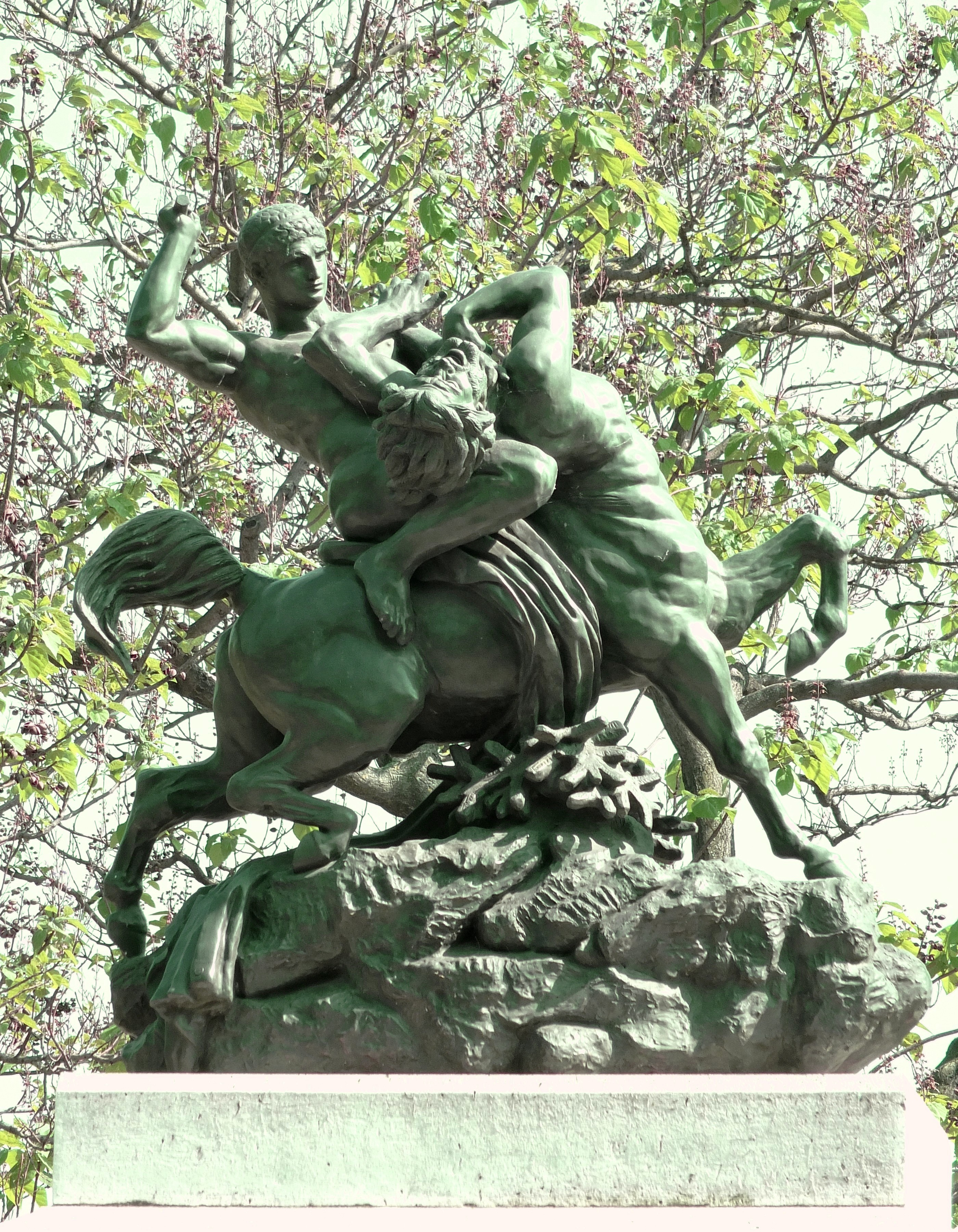
Monument à Barye
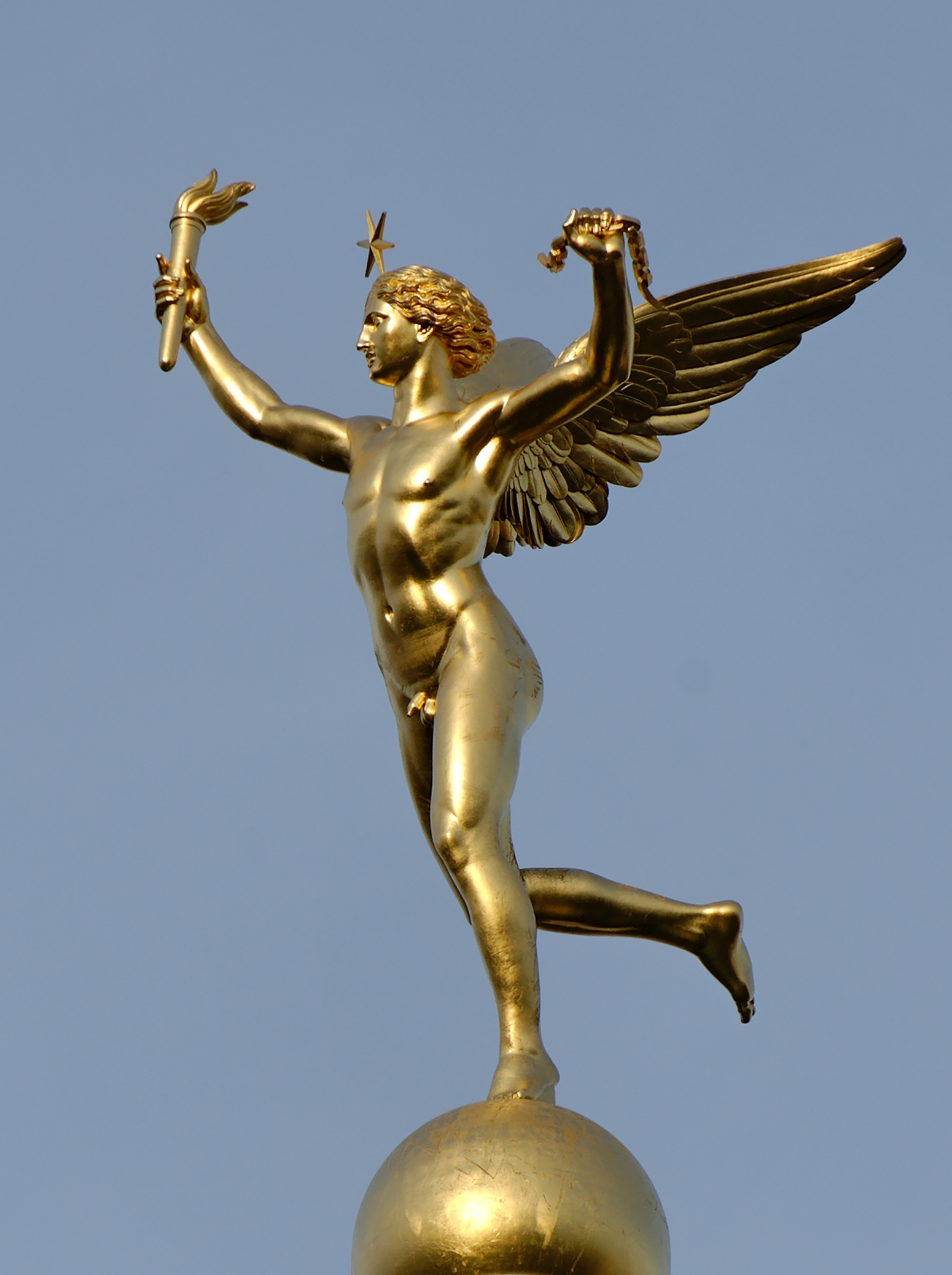
Génie de la Liberté

### Œuvres anciennement exposées en public
- Le Pot doré, Jean-Pierre Raynaud (1985, exposé sur le parvis du Centre Pompidou de 1998 à 2009) ;